# Gleb Szyszmariow
Gleb Siemionowicz Szyszmariow (ros. Глеб Семёнович Шишмарёв, ur. 1781, zm. 3 listopada 1835 w Petersburgu) – rosyjski admirał i badacz Alaski.
W 1815–1818 towarzyszył Otto Kotzebuemu w wyprawie na Alaskę, a następnie dookoła świata. W 1820 roku powrócił na Alaskę, gdzie badał wybrzeże pomiędzy Zatoką Kotzebuego i Icy Cape, a następnie pomiędzy Zatoką Norton i Cape Newenham.
Miasteczko Shishmaref oraz Zatoka Szyszmariowa zostały nazwane na jego cześć.